# Семеновка (Третьяковський район)
Семе́новка (рос. Семёновка) — селище у складі Третьяковського району Алтайського краю, Росія. Входить до складу Шипуніхинської сільської ради.

## Населення
Населення — 152 особи (2010; 283 у 2002).
Національний склад (станом на 2002 рік):
- росіяни — 98 %